# N-Nitrosomorpholin
N-Nitrosomorpholin ist eine chemische Verbindung aus der Gruppe der Nitrosamine und ein Derivat von Morpholin.

## Vorkommen
N-Nitrosomorpholin wurde als Verunreinigung in Dichlormethan, Chloroform und Morpholin nachgewiesen. Es wurde auch in Spuren in Trinkwasser, Flüssen und Schnupftabak nachgewiesen. Nitrosamine entstehen oft bei der Gummiherstellung als Nebenprodukt.

## Gewinnung und Darstellung
N-Nitrosomorpholin kann durch Reaktion von Morpholin mit Natriumnitrit unter sauren Bedingungen gewonnen werden. Es bildet sich allgemein durch Reaktion von Lösungen von Nitriten oder gasförmiger Stickoxide mit verdünnten Lösungen von Morpholin.

## Eigenschaften
N-Nitrosomorpholin ist ein weißes bis gelbes, brennbares, schwer entzündbares, kristallines Pulver, das sehr gut löslich in Wasser ist. Es zersetzt sich bei Lichteinwirkung.

## Verwendung
N-Nitrosomorpholin kann als Lösungsmittel für Polyacrylnitril oder als Zwischenprodukt in chemischen Synthesen (zum Beispiel für N-Aminomorpholin) verwendet werden.

## Sicherheitshinweise
N-Nitrosomorpholin induzierte bei Verabreichung über das Trinkwasser hepatozelluläre Karzinome, Zystadenome, Cholangiofibrome, Cholangiokarzinome und Hämangiosarkome der Leber, Neoplasmen der Zunge und der Speiseröhre sowie epitheliale Nierentumore bei Ratten und gutartige hepatozelluläre Neoplasien und Lungenadenome bei männlichen Mäusen.

## Regulierung
Über den Safe Drinking Water and Toxic Enforcement Act of 1986 besteht in Kalifornien seit 1. Januar 1988 eine Kennzeichnungspflicht für Produkte, die N-Nitrosomorpholin enthalten.